# Zoran Milošević
Zoran Milosević (Sârbă chirilică: Зopaн Mилошевић ; n. 23 noiembrie 1975, Belgrad) este un fost fotbalist sârb, care a evoluat pe postul de fundaș central. Acesta a evoluat în Serbia și Coreea de Sud înainte de a ajunge în Cipru, la AEK Larnaca, de unde a ajuns în România, unde și-a petrecut ultimele 4 sezoane ale carierei, la CFR Cluj și FC Argeș.

## Palmares
Jeonbuk Hyundai Motors
- Cupa FA Coreea: 2000

FC Argeș Pitești
- Liga a II-a: 2007-2008